# France au Concours Eurovision de la chanson 1980
La France a participé au Concours Eurovision de la chanson 1980 à La Haye, aux Pays-Bas. C'est la 24e participation de la France au Concours Eurovision de la chanson.
Le pays est représenté par le groupe Profil et la chanson Hé, hé m'sieurs dames, sélectionnés via une finale nationale organisée par TF1.

## Sélection

### Concours de la chanson française 1980
L'artiste et la chanson sont choisis au moyen de la finale nationale Concours de la chanson française pour l'Eurovision 1980 diffusée sur TF1 pour représenter la France au Concours Eurovision de la chanson 1980.
Deux participants à la sélection nationale, Frida Boccara et Minouche Barelli, ont déjà participé à l'Eurovision, ayant représenté la France en 1969 et Monaco en 1967 respectivement.

#### Demi-finales
Les demi-finales de la sélection nationale ont eu lieu le 9 mars et le 16 mars 1980 aux studios des Buttes-Chaumont, à Paris et sont présentées par Évelyne Dhéliat. Chaque demi-finale contient sept chansons, les trois arrivées en tête se qualifient pour la finale via les télévotes du public,. 
| Ordre | Artiste            | Chanson                   | Points | Place |
| ----- | ------------------ | ------------------------- | ------ | ----- |
| 1     | Jocelyne Jocya     | Si tous les je t'aime     | 1 143  | 6     |
| 2     | Serge Fouchet      | Le Jour de la liberté     | 597    | 7     |
| 3     | Michel Démétriadès | On a coupé un arbre       | 2 056  | 4     |
| 4     | Bee Michelin       | Une chanson rose          | 5 091  | 2     |
| 5     | Frida Boccara      | Un enfant de France       | 4 722  | 3     |
| 6     | Nadine Douteau     | Ils ont planté un olivier | 1 441  | 5     |
| 7     | Marcel Amont       | Camarade vigneron         | 5 902  | 1     |

| Ordre | Artiste          | Chanson                    | Points | Place |
| ----- | ---------------- | -------------------------- | ------ | ----- |
| 1     | Minouche Barelli | Viens dans ma farandole    | 1 705  | 6     |
| 2     | Chantal Billon   | Un jour, un matin          | 6 107  | 1     |
| 3     | Parasol          | Ni bleu, ni gris           | 1 919  | 5     |
| 4     | Profil           | Hé, hé m'sieurs dames      | 6 049  | 2     |
| 5     | Simone Langlois  | Dans le regard d'un enfant | 3 094  | 4     |
| 6     | Bernard Sauvat   | J'suis heureux             | 1 493  | 7     |
| 7     | Anne Delorme     | Poète ou musicien          | 5 803  | 3     |

#### Finale
La finale, toujours aux studios des Buttes-Chaumont à Paris et présentée par Évelyne Dhéliat, a eu lieu le 23 mars 1980. La chanson gagnante est choisie au moyen des télévotes du public,.
| Ordre | Artiste        | Chanson               | Points | Place |
| ----- | -------------- | --------------------- | ------ | ----- |
| 1     | Bee Michelin   | Une chanson rose      | 4 071  | 6     |
| 2     | Chantal Billon | Un jour, un matin     | 8 263  | 2     |
| 3     | Anne Delorme   | Poète ou musicien     | 7 324  | 3     |
| 4     | Profil         | Hé, hé m'sieurs dames | 10 628 | 1     |
| 5     | Marcel Amont   | Camarade vigneron     | 7 182  | 4     |
| 6     | Frida Boccara  | Un enfant de France   | 7 144  | 5     |

## À l'Eurovision

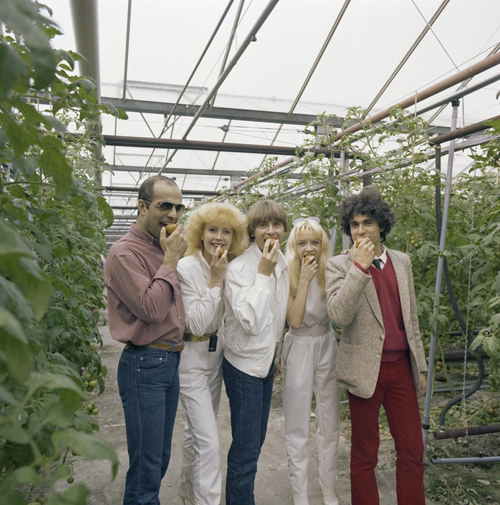
Le groupe Profil le 15 avril 1980, lors des séances photographiques de l'Eurovision 1980.

### Points attribués par la France
| 12 points | Pays-Bas    |
| 10 points | Allemagne   |
| 8 points  | Irlande     |
| 7 points  | Luxembourg  |
| 6 points  | Portugal    |
| 5 points  | Royaume-Uni |
| 4 points  | Autriche    |
| 3 points  | Norvège     |
| 2 points  | Italie      |
| 1 point   | Finlande    |

### Points attribués à la France
| 12 points                | 10 points          | 8 points                      | 7 points     | 6 points                    |
| ------------------------ | ------------------ | ----------------------------- | ------------ | --------------------------- |
|                          |                    |                               | - Grèce      | - Espagne                   |
| 5 points                 | 4 points           | 3 points                      | 2 points     | 1 point                     |
| - Belgique - Royaume-Uni | - Pays-Bas - Suède | - Irlande - Norvège - Turquie | - Luxembourg | - Danemark - Maroc - Suisse |

Profil interprète Hé, hé m'sieurs dames en 16e position sur la scène après les Pays-Bas et avant l'Irlande. Au terme du vote final, la France termine 11e sur 19 pays, obtenant 45 points.